# Wacky Races: Le nuove avventure di Dick Dastardly & Muttley
Wacky Races - Le nuove avventure di Dick Dastardly & Muttley è un videogioco uscito per Sega Dreamcast nel 2000 e per PlayStation 2 nel 2001.
Wacky Races - Le nuove avventure di Dick Dastardly & Muttley, è il seguito del videogioco Wacky Races uscito sempre nel 2000.

## Doppiaggio
Janet Waldo e John Stephenson, che nella serie animata doppiarono rispettivamente Penelope Pitstop e Luke, ripresero il loro ruolo per il videogioco.
| Personaggio           | Doppiatore originale | Doppiatore italiano |
| --------------------- | -------------------- | ------------------- |
| Red Max               | Greg Burson          |                     |
| Sergente Blast        | Greg Burson          |                     |
| Peter Perfect         | Greg Burson          |                     |
| Rufus Ruffcut         | Greg Burson          |                     |
| Dick Dastardly        | Jim Cummings         | Vittorio Amandola   |
| Rock Slag             | Jim Cummings         |                     |
| Gravel Slag           | Jim Cummings         |                     |
| Big Gruesome          | Jim Cummings         |                     |
| Private Meekly        | Jim Cummings         |                     |
| Clyde                 | Jim Cummings         | Vittorio Amandola   |
| Penelope Pitstop      | Janet Waldo          |                     |
| Muttley               | Billy West           |                     |
| Little Gruesome       | Billy West           |                     |
| Professor Pat Pending | Scott Innes          |                     |
| Luke                  | John Stephenson      | Ambrogio Colombo    |
| Narratore             | Gregg Berger         | Luigi Ferraro       |